# باشگاه ورزشی الجزیره
باشگاه ورزشی الجزیره (عربی: نادي الجزيرة الرياضي) یک باشگاه فوتبال سوری است که در حال حاضر در لیگ برتر فوتبال سوریه مسابقه می‌دهد. این باشگاه که در ۱۹۴۱ تأسیس شد در شهر حسکه مستقر است.